# Diego Martín Galindo
Diego Martínez Galindo, més conegut com a Diego Martín és un cantautor espanyol nascut a Múrcia el 1979 i criat a Melilla. El seu primer àlbum va ser disc d'or, i té un senzill número 1 dels 40 principals, amb el qual va aconseguir la seva major fama, Déjame verte a duet amb la vocalista Raquel del Rosario, del grup El Sueño de Morfeo.

## Discografia

### Àlbums
- Vivir no se sólo respirar (2 d'octubre del 2005)

1. A la hora de amar
2. El final de cada día
3. No es por lo que me das
4. Déjame verte
5. Pa decirte... pa contarte
6. Cuando volveré
7. De que me vale quererte
8. Háblame
9. Si me vas a dejar
10. Daría
11. Y no hago na

- Vivir no se sólo respirar (reedició) (17 de febrer de 2006)

1. A la hora de amar
2. El final de cada día
3. No es por lo que me das
4. Déjame verte
5. Pa decirte... pa contarte
6. Cuando volveré
7. De que me vale quererte
8. Háblame
9. Si me vas a dejar
10. Daría
11. Y no hago na
12. Déjame verte (Duet amb Raquel del Rosario)

- Puntos suspensivos (2 de setembre de 2007)

1. Mil veces más
2. Ni frío, ni calor
3. Todo se parece a ti
4. Hasta llegar a enloquecer
5. Sobra
6. Quisiera no existir
7. Quedar pendientes
8. Puestos a pedir
9. Ve
10. Qué demonios será

- Melicia (6 d'abril de 2010)

1. Ruedan
2. Si vienes o si vas
3. Pirata en el olvido
4. Haces llover (duet Malú)
5. Se busca
6. Cuando me olvido
7. Si no nos tenemos
8. Por arte de magia
9. Deja una parte
10. Un besito más
11. Aires vestidos de antojos
12. Piruetas en el firmamento

- Siendo (25 de juny de 2013)

1. Siendo
2. Como contigo ayer
3. No esperes más
4. Todo está en calma
5. Abrázame, vente detrás
6. Te quise tanto
7. Mejor te vas
8. Así se fue mi alma
9. Un necio más
10. Au revoir Marie

### Senzills
- A la hora de amar (2005)
- Déjame verte (amb Raquel del Rosario) (2006)
- El final de cada día (2006)
- Hasta llegar a enloquecer (2007)
- Todo se parece a tí (2007)
- Puestos a pedir (2007)
- Ni frío, ni calor (2008)
- Ruedan (2010)
- Un besito más (2010)
- Siendo (2013)